# Parafia św. Wawrzyńca w Zabrzu-Mikulczycach
Parafia Świętego Wawrzyńca – rzymskokatolicka parafia, znajdująca się w Zabrzu-Mikulczycach, należąca do dekanatu Zabrze-Mikulczyce w diecezji gliwickiej, metropolii katowickiej.

## Historia parafii
Parafia w dekanacie sławkowskim powstała przed 1326 rokiem 
(z tego roku pochodzi sprawozdanie z parafii o poborze świętopietrza). Od 1331 w dekanacie bytomskim. Według proboszcza tej parafii z 1791 roku, księdza Walentego Andlaufa, istniał tu kościół lub kapliczka już w 1002 roku.
W 1530 postawiono nowy, drewniany kościół, a w latach 1892-1896 kolejny, murowany projektu Paula Jackischa z Bytomia, stojący do dziś. Został on konsekrowany 7 maja 1896 roku przez biskupa wrocławskiego kardynała Georga Koppa. W 1933 roku wybudowano drugi, kościół filialny pod wezwaniem św. Teresy, przekształcony w 1947 roku w oddzielną parafię św. Teresy.
Od 1 marca 2013 proboszczem parafii jest ks. Jerzy Faszczewski.

## Liczebność i obszar parafii
Na terenie parafii zamieszkuje 7500 mieszkańców, w tym 7000 wiernych. Swym zasięgiem duszpasterskim obejmuje ona ulice:

- Bałtycką,
- Brygadzistów,
- Chopina od numeru 27 do 39 i od numeru 28 do 32,
- Dwór Wesoła,
- Gajową,
- Garibaldiego,
- Gogola,
- Gogolińską,
- Korwina,
- Kopalnianą,
- Kosynierów,
- Koszykową,
- Kościuszki,
- Leszka Białego,
- T. Lelka,
- Leśną,
- Lipową,
- Łąkową,
- Łowiecką,
- Mariacką,
- Mickiewicza (numery nieparzyste od 3 do 97),
- Mostową,
- Nadrzeczną,
- Ofiar Katynia,
- St. Ogórka,
- Parkową,
- Pl. Norberta Kroczka,
- Poległych Górników,
- Poniatowskiego,
- Pyskowicką,
- Ratuszową,
- St. Rudego,
- Skośną,
- Stawową,
- Strażacką,
- Strzelców Bytomskich,
- Sztygarów,
- Tarnopolską od numeru 12 do 95,
- G. Zapolskiej,
- Zwrotniczą,
- Zwycięstwa[1].

Parafia prowadzi księgi metrykalne chrztów (od 1843 roku), zgonów (od 1855 roku) oraz ślubów (od 1885 roku). Przy ulicy Ofiar Katynia znajduje się cmentarz parafialny.

### Przedszkola i szkoły
- Przedszkole nr 24,
- Przedszkole nr 32,
- Przedszkole nr 45,
- Szkoła Podstawowa nr 24,
- Szkoła Podstawowa nr 26,
- Zabrzańskie Towarzystwo Szkolne (Szkoła Podstawowa Społeczna „Nasza Szkoła” z Oddziałem Przedszkolnym),
- Centrum Kształcenia Ogólnego i Zawodowego (Branżowa Szkoła I stopnia nr 7 i Szkoła Podstawowa nr 48),

## Duszpasterze

### Kapłani pracujący w parafii
- ks. Jerzy Faszczewski - proboszcz[3]

### Dotychczasowi proboszczowie
- ks. Franciszek Cieślik - budowniczy kościoła (1862 - 1895)
- ks. Ludwik Waindczok - proboszcz (1895-1903),
- ks. Jan Lebok - proboszcz (1903-1925),
- ks. Augustyn Grochowina - proboszcz (1925-1946),
- ks. Wiktor Sówka MSF - proboszcz (1946-1947),
- ks. Józef Chuchracki - proboszcz (1947-1971),
- ks. Rajmund Bigdon - administrator (1971-1972),
- ks. Rajmund Bigdon - proboszcz (1972-1997),
- ks. Zygfryd Nowara - administrator (1997-1997),
- ks. Józef Leligdon CMF - proboszcz (1997-2008),
- ks. Ryszard Kotynia - proboszcz (2008-2013),
- ks. Sebastian Bensz - administrator (2013-02-01-2013.02.28),
- ks. Jerzy Faszczewski - proboszcz (2013-03-01 -)[2].